# DEB-Pokal der Frauen 2006
Der DEB-Pokal der Frauen 2006 wurde am 18. und 25. März 2006 in zwei Spielen zwischen den Mannschaften ECDC Memmingen und EC Bergkamen ausgetragen.

## Modus und Teilnehmer
Im Rahmen der Fraueneishockey-Bundesliga 2005/06 wurde eine Vorrunde in den zwei Gruppen Nord und Süd ausgetragen. Die drei Erstplatzierten nahmen anschließend weiter an Meisterschaftsspielen teil.
Die restlichen Mannschaften spielten gruppenintern eine Pokalrunde. Die beiden Gruppenersten spielten untereinander das Pokalfinale aus.

## Pokalrunde
Die beiden Erstplatzierten qualifizierten sich für die Finalspiele um den Pokal.
| Gruppe Nord |               |        |       |        |          |       |        |
| Platz       | Name          | Spiele | Siege | Unent. | Niederl. | Tore  | Punkte |
| 1.          | EC Bergkamen  | 2      | 2     | 0      | 0        | 11:05 | 4:0    |
| 2.          | WSV Braunlage | 2      | 0     | 0      | 2        | 05:11 | 0:4    |

| Gruppe Süd |                        |        |       |        |          |       |        |
| Platz      | Name                   | Spiele | Siege | Unent. | Niederl. | Tore  | Punkte |
| 1.         | ECDC Memmingen         | 6      | 4     | 1      | 1        | 20:11 | 9:3    |
| 2.         | ERSC Ottobrunn         | 6      | 2     | 2      | 2        | 10:12 | 6:6    |
| 3.         | DEC Tigers Königsbrunn | 6      | 1     | 3      | 2        | 15:14 | 5:7    |
| 4.         | Kurpfalz Ladies        | 6      | 2     | 0      | 4        | 10:18 | 4:8    |

## Finale
Hinspiel
| 18. März 2006 19:30 Uhr | ECDC Memmingen N. Moller (11:26) | 1:1 (1:0, 0:0, 0:1) Spielbericht | EC Bergkamen T. Maluga (46:43) | Eisstadion, Memmingen Zuschauer: 110 |

Rückspiel
| 25. März 2006 18:30 Uhr | EC Bergkamen N. Schmitten (2:07) J. Wierscher (17:38) | 2:0 (1:0, 1:0, 0:0) Spielbericht | ECDC Memmingen | Eissporthalle, Bergkamen-Weddinghofen Zuschauer: 201 |

## Endstand
Der EC Bergkamen konnte zum ersten Male den Pokalwettbewerb gewinnen.
| DEB-Pokalsieger EC Bergkamen | Torhüter: Julia Eweleit, Kim Moritz Verteidiger: Mona Schneck, Ann-Kathrin Strehle, Svenja Strohmenger, Claudia Weltermann, Jennifer Wieser Angreifer: Nina Hemmes, Jana Kuß, Andrea Lanzl, Traudel Maluga, Stefanie Psink, Inka Schlüter, Nicole Schmitten, Chantal Schneidereit, Britta Schwethelm, Julia Wierscher Trainer: Robert Bruns |